# Луцький пивзавод
ПАТ «Луцький пивзавод» (також відомий як Пивзавод «Zeman») — підприємство харчової промисловості України, зайняте у виробництві продукції натурального бродіння (пива та квасу). Розташоване у Луцьку.

## Історія
Луцький пивзавод був заснований у 1888 році чеським пивоваром Вацлавом Земаном, батько якого, Йозеф Земан, 1869 року переселився з Чехії до Квасилова.
1906 року дерев'яна споруда заводу була зруйнована пожежею, але вже за два роки броварня була відбудована з цегли. 1913 року виробництво вийшло на максимальну потужність. Вироблялося пиво 4 сортів: «Столове», «Сакура», «Гранат» та «Бок-Бір», які були відзначені нагородами міжнародних виставок, у тому числі вибороли Ґран-прі на виставці у Парижі.
1938 року броварня відійшла до Йозефа Малінського, зятя В. Земана, а вже наступного року, після входження території Волині до складу СРСР, була націоналізована. У післявоєнний період підприємство входило до складу Волинського виробничого об'єднання пиво-безалкогольної промисловості Держагропрому УРСР. Приватизоване у 1990-х.
В 2004 році було налагоджено виробництво пива під ТМ «Земан», названою на честь засновника пивоварні Вацлава Земана. Також була проведена реконструкція пляшкового цеху та створено перше фарфасне відділення. На той час на Пивзаводі виготовляли 6 сортів пива. Об`єм виробництва на той час був дуже не великим і основним ринком збуту були Волинська та Рівненська області.
У 2015 році почалась нова ера для Луцького пивзаводу, власниками було прийняте рішення, метою якого було відновлення потужностей виробництва та покращення якості пива. Почалась кропітка праця колективу підприємства по відродженню виробництва. 
Одним з основних напрямків цієї роботи була повна реконструкція та ремонт виробництва. В 2015-2020 роки було закуплено та встановлено нове найсучасніше обладнання Чехії, Німеччини.
Спочатку провели капітальний ремонт і відновлення бродильних та лагерних відділень, ввели в експлуатацію відділення ЦКТ (циліндрично-конічний танк). Проведена заміна рамного фільтра на сучасний “свічковий”, що значно покращило фільтрацію – прискорило процес фільтрації, позитивно вплинуло на чистоту та стійкість продукту.
В 2017 році встановили нову сучасну лінію Чеського виробництва налива пива в КЕГу. В пляшковому цеху була встановлена сучасна автоматична лінія видуву та розливу в ПЕТ пляшки в форматі 1л та 2л. Для налива пива в скло встановили нову німецьку лінію розливу. Ці впровадження покращили якість пива та збільшили можливість розвитку ринку збуту, продукція пивоварні “Земан” почала продаватись по всій Західній і Центральній Україні.
На ХХ Міжнародному конкурсі якості пива, безалкогольних, слабоалкогольних напоїв, мінеральних та питних вод, солоду пивоварного в рамках Всеукраїнської акції «Свято пива-2017» Zeman отримав три медалі: «золото» за «Преміум» та дві «бронзи» – за «Традиційне» і «Пшеничне».
В 2018 року відділення ЦКТ та дріжджове, фільтраційне відділення було повністю автоматизоване системою управління. Тепер весь процес бродіння, дозрівання, фільтрації та розливу пива контролюється комп`ютерними технологіями з мінімізованим втручанням людини в процес виробництва. Зараз триває процес  автоматизації всього циклу процесу варіння пива, від подачі солоду до спуску сусла в бродильне відділення. Частково ці роботи вже виконані і працюють, а повна автоматизація варниці буде завершена найближчим часом.
На XXI Міжнародному конкурсі якості пива, безалкогольних, слабоалкогольних напоїв, мінеральних та питних вод, солоду пивоварного в рамках Всеукраїнської акції «Свято пива-2018» луцькі пивовари отримали срібну нагороду за високу якість світлого нефільтрованого непастеризованого пива «Пшеничне» та три бронзових – за «Доппельбок», «Жигулівське» і  «Традиційне».
За 2019 та 2020 рік було проведено:
- капітальний ремонт фасаду пивзаводу і впроваджені роботи по реконструкції старої будівлі пивзаводу;

- модернізоване котельне відділення, яке зараз переобладнані з системами циклон які мінімізують викиди CO2 в атмосферу;

- встановлені два силоси для зберігання солоду, проведена реконструкція систем обробки та дрібнення солоду;

- Метою всіх цих дій було і залишається на сьогодні – розвиток Луцької пивоварні «Земан» як сучасного модернового і висококваліфікованого підприємства

## Асортимент продукції
Підприємство ТМ «Zeman» випускає 12 сортів пива:
- «Світле Традиційне» — Густина 11 %. Алк.об. 4,0 %. Світле.
- «Жигулівське» — Густина 11 %. Алк.об. 3,6 %. Світле.
- «Преміум» — Густина 12,5 %. Алк.об. 4,4 %. Світле.
- «Пшеничне» — Густина 12,5 %. Алк.об. 5,0 %. Світле.
- «Старий Лучеськ» — Густина 12,5 %. Алк.об. 4,4 %. Світле.
- «Пшеничне Нефільтроване» — Густина 12,5 %. Алк.об. 5,0 %. Світле нефільтроване.
- «Доппельбок» — Густина 16 %. Алк.об. 5,3 %. Міцне.
- «Спеціальне Темне» — Густина 12,5 %. Алк.об. 4,0 %. Темне.
- «Beschneiden» — Густина 12,5 %. Алк.об. 4,0 %. Напівтемне, карамельне.
- «Темне Нефільтроване» — Густина 13 %. Алк.об. 4,0 %. Темне, нефільтроване.

З кінця 2020 року технологами та пивоварами Луцького пивзаводу було створено нові сорти пива:
- «Пивна Душа Світле» — Густина 11 %. Алк.об. 3,7 %. Світле.
- «Пивна Душа Преміум» — Густина 13 %. Алк.об. 4,7 %. Світле.

Пиво розливається у скляні пляшки 0,5л, 1л та 2л, а також кеги ємністю 30л та 50л.